# Sphagesauridae
Sphagesauridae – rodzina lądowych krokodylomorfów z grupy Notosuchia. Wszyscy znani przedstawiciele grupy żyli w późnej kredzie na terenie dzisiejszego basenu Bauru w Brazylii oraz być może Chin. Nazwa Sphagesauridae została ukuta w 1968 roku przez Oskara Kuhna dla monotypowej rodziny obejmującej rodzaj Sphagesaurus. Jedynymi znanymi wówczas szczątkami Sphagesaurus były dwa zęby – na tyle różniły się jednak od skamieniałości innych krokodylomorfów, że Kuhn nie zdecydował się na włączenie ich do którejś ze znanych wówczas rodzin, lecz ukuł dla nich nową nazwę. W 2005 roku Paul Sereno zaproponował, by nazwa Sphagesauridae odnosiła się do grupy obejmującej zwierzęta bliżej spokrewnione ze Sphagesaurus huenei niż z Baurusuchus pachecoi, Sebecus icaeorhinus, Araripesuchus gomesii, Comahuesuchus brachybuccalis, Simosuchus clarki, Notosuchus terrestris lub krokodylem nilowym. Oprócz Sphagesaurus do Sphagesauridae zaliczane bywają również rodzaje Adamantinasuchus i Armadillosuchus oraz Chimaerasuchus. Pozycja filogenetyczna rodzajów Adamantinasuchus i Chimaerasuchus jest jednak niepewna – pierwszy z nich może być blisko spokrewniony z rodzajami Yacarerani lub Pakasuchus i nie należeć do Sphagesauridae w definicji Sereno. Większość analiz potwierdza bliskie pokrewieństwo Chimaerasuchus i Sphagesaurus, jednak niektóre sugerują, że Chimaerasuchus może być bardziej bazalnym przedstawicielem Notosuchia, a Marinho i Carvalho (2009) stwierdzili, że uzębienie i budowa żuchwy dowodzi, że rodzaj ten w ogóle nie należy do Notosuchia. Według analizy przeprowadzonej przez Turnera i Serticha (2010) Sphagesauridae stanowiły grupę parafiletyczną, a taksony zaliczane przeważnie do tworzyły dwa klady (Sphagesaurus + Chimaerasuchus i Adamantinasuchus + Armadillosuchus + Yacarerani), pomiędzy którymi na kladogramie znajdowali się przedstawiciele Sebecosuchia (Baurusuchus, Bretesuchus i Iberosuchus) oraz Comahuesuchus. Z kolei z analizy kladystycznej przeprowadzonej przez Ioriego i Carvalho (2011) (w oparciu o zmodyfikowaną macierz danych z analizy Novasa i współpracowników z 2009 r.) wynika, że do Sphagesauridae sensu Sereno, 2005 należałyby rodzaje Sphagesaurus, Caipirasuchus, Armadillosuchus i Chimaerasuchus; według tej analizy Adamantinasuchus i Yacarerani były bliżej spokrewnione z rodzajami Notosuchus, Comahuesuchus i Mariliasuchus niż ze Sphagesaurus. Dodatkowo z tej analizy wynika, że gatunek Sphagesaurus montealtensis był bliżej spokrewniony z rodzajami Armadillosuchus i Caipirasuchus niż z gatunkiem typowym rodzaju Sphagesaurus – S. huenei.
W 2004 roku Carvalho i współpracownicy stworzyli nazwę Chimaerasuchidae, odnoszącą się do hipotetycznego kladu obejmującego rodzaje Chimaerasuchus i Simosuchus, jednak większość analiz sugeruje bliższe pokrewieństwo Chimaerasuchus ze Sphagesaurus. Jeśli obie te nazwy odnosiłyby się do tej samej rodziny, Sphagesauridae, jako ukuta wcześniej niż Chimaerasuchidae, miałaby przed nią pierwszeństwo.
Przedstawiciele grupy wykazują wiele cech budowy typowych dla ssaków, w tym zaawansowany heterodontyzm, wskazujący na wszystkożerność Sphagesauridae.